# 40 (tal)
40 (fyrre) er det naturlige tal mellem 39 og 41.
På dansk kendes også ordet fyrretyve, som i eventyret om Ali Baba og de fyrretyve røvere. Det kommer af norrønt fjorir tigir (= fire tiere). Via formerne fyritiughu og førretiuge og fyrretiwe opstod ordet "fyrretyve".
Ordet karantæne er en fordanskning af italiensk quarantina (= fyrre dage), den tid, man holdt besætningen på et ankommet skib isoleret, i fald de var inficeret med sygdomssmitte. Pudsigt nok ser det ud til, at karantænen i middelalderen begrænsede sig til tredive (italiensk: trentina) dage. Imidlertid var den katolske fastetid på fyrre dage, indledt med fastelavn.

## Tallet 40 i religioner

### Jødedom
40 dage er i Bibelen forbundet med disciplin, hengivelse og forberedelse. Under syndfloden lod Gud det regne i 40 dage og 40 nætter (1. Mos 7:4).< Efter 150 dage gik Noas ark på grund; men Noa ventede i 40 dage til, inden han sendte ravnen ud (1. Mos 8:6-7).
Det jødiske folk vandrede i 40 år omkring på Sinaihalvøen forud for indgangen til "det forjættede land". Moses var på Guds bjerg Horeb i 40 dage (2. Mos 24:18), og spejderne opholdt sig i landet i 40 dage (4. Mos 13:25).
Elias rejste i 40 dage, inden han kom til den hule på Guds bjerg Horeb, hvor han fik sin åbenbaring (1. Kong 19:8).
Ninive fik en frist på 40 dage til at angre (Jonas 3:4).

### Kristendom
- Jesus blev ført til templet i Jerusalem, da han var 40 dage gammel. Dette blev tidligere fejret ved kyndelmisse.
- Inden han begyndte på sin gerning, tilbragte Jesus 40 dage i ørkenen med at faste og bede (Matt 4:2).[12] (Jesu fristelse)
- I katolsk tid fastede man i de 40 dage mellem fastelavn (askeonsdag) og Jesu opstandelse (påskedag).
- 40 dage efter påskedag steg Jesus til himmels (Kristi himmelfartsdag).

### Islam
- Khadidjah var fyrre år da hun blev gift med Muhammed.
- Muhammed var fyrre år da han fik sin åbenbaring af ærkeenglen Gabriel.
- Ifølge Koranen er en person først fuldt voksen ved alderen fyrre.
- Himlen græd i 40 dage og nætter over Imam Husseins martyrdom

### Andre eksempler
- Sorg; 40 dages sørgeperiode ovenpå Benazir Bhutto's død i pakistan
- Visse steder holdes moderen og barnet isoleret i 40 dage efter fødslen idet det menes, at barnet er sårbart i denne periode

## Andet
- 40 er atomnummeret på grundstoffet zirconium.
- 40 er international telefonkode for Rumænien.
- Fejl 40 bruges som en forskønnende omskrivning af en brugerfejl.